# McBee (Caroline du Sud)
McBee est une ville située dans le comté de Chesterfield, dans l’État de Caroline du Sud, aux États-Unis. Lors du recensement de 2020, elle comptait 758 habitants.